# Bajandun járás
Bajandun járás (mongol nyelven: Баяндун сум) Mongólia Keleti tartományának egyik járása. Területe 6240 km². Népessége kb. 2900 fő.
Székhelye, Naranbulag (Наранбулаг) 176 km-re fekszik Csojbalszan tartományi székhelytől.